# 福田功
福田 功（ふくだ いさお、1953年6月28日 - ）は、奈良県天理市出身の元プロ野球選手（捕手）・コーチ・監督、解説者。

## 来歴・人物

### プロ入り前
県下有数の進学校・郡山高校では森本達幸監督の指導を受けるが、森本は入部して来た選手に一番初めに「電車に乗って空席があっても決して座ってはいけません。後から乗ってくるお年寄りや子供さんのために空けておきなさい。」と教えていた。福田は1歳の時に英語教師であった父を亡くし母子家庭で育っており、母親が入院した際には練習が終わると病院へ疾走。母親の氷枕の氷を一心に取り替えている姿を見て森本は「チームを預けられる。」と思って正捕手に抜擢し、3年次の1971年にはエース・川畑雅洋とバッテリーを組み、4番・捕手として甲子園に春夏連続出場。春の選抜では2回戦で深谷商の竹内広明に抑えられ、夏の大会は準決勝に進出も磐城高の「小さな大投手」田村隆寿（日大準硬式野球部－ヨークベニマル）に完封され敗退。高校卒業後は森本から先述の話を聞いた宮井勝成監督が迎え入れ、1972年に川畑と共に中央大学へ進学し、2年次の1973年からは正捕手となる。東都大学野球リーグでは同期の田村政雄とバッテリーを組み、1973年春季、3年次の1974年秋季のリーグ優勝に貢献。1973年の大学全日本選手権では決勝で愛知学院大を降し優勝、1974年の明治神宮野球大会でも江川卓を擁する法大を決勝で破り優勝している。野手では同期に行沢久隆、1学年下に岡村隆則がいた。4年次の1975年には第11回アジア野球選手権大会日本代表に選出され、同年のドラフト5位で中日ドラゴンズに入団。

### 中日時代
強肩とリードに長けた捕手として中日に入団したが、プロ入りしてすぐに肩を壊してしまい、それが致命傷となり現役時代は一度も一軍登録もされることはなかった。選手として登録されながらも二軍の用具係となり、串間春季キャンプでは広島二軍との練習試合の際、バスが出発する時にはたった一人で走って来て「中日第二軍バンザイ!勝って来いよ」と見送った。ブルペン捕手として権藤博コーチの絶好のパートナーとなり、1981年には1年だけ二軍コーチを兼任したが、選手専任に戻った1982年限りで現役を引退。

### 引退後
引退後も中日に残って球団マネジャー（1983年 - 1989年）を務め、1988年のベロビーチキャンプでは在米最終戦のツインズ戦前日に雨が降り出して夜まで降り続けたため、中大の先輩である本田威志チーフマネジャーと共にてるてる坊主を作って通用玄関に飾った。福田と本田は「1試合でも多く対米戦を…」と願い、午前2時、3時と玄関を出ては夜空を見上げていたが、翌日には無事に晴れて最終戦を戦えた。マネジャー時代の人心掌握ぶりが星野仙一監督の目に留まり、二軍監督（1990年 - 1992年）を務めた。星野から内示を受けた際には有り難さから夫人にも最初は言えず、1週間ぐらいは一人で胸に抱いていた。在任中は二軍を2度のウエスタン・リーグ優勝（1990年, 1992年）に導き、1990年にはジュニア日本選手権で3連覇中の巨人を破って日本一に輝いている。その後は一軍作戦兼バッテリーコーチ（1993年 - 1994年）→二軍バッテリーコーチ（1995年）→一軍総務（1996年 - 1997年）→一軍総合コーチ（1998年 - 1999年）→二軍ヘッドコーチ（2000年）→一軍バッテリーコーチ（2001年）→一軍バッテリー総合コーチ（2002年）を歴任し、1999年には11年ぶりのリーグ優勝に貢献したほか、捕手では星野政権下で正捕手だった中村武志の指導に当たり、二軍時代の矢野燿大や鈴木郁洋を育てた。
2002年をもって中日を退団したタイミングで山下大輔新監督から直接オファーを受け、2003年から横浜ベイスターズ一軍バッテリーコーチに就任。谷繁元信が2001年オフに中日にFA移籍してから正捕手不在に悩まされていた横浜では相川亮二を指導し、正捕手にまで育て上げる。2004年をもって山下が退団する事となり福田も辞意を表明していたが、その手腕を高く評価した球団から引き留められ、次期監督が中日時代の後輩でもある牛島和彦であった事もあり残留。牛島監督の下ではヘッドコーチを務め、4年ぶりのAクラス入りにも貢献したが、2005年9月に体調不良を理由に休養、シーズン終了後に退団。休養、退団理由は諸事情があり、実際は体調不良ではなかった。
横浜退団後は東海ラジオ「ガッツナイター」・J SPORTS STADIUM解説者（2006年 - 2009年）を務め、記録や情報を元に分析した情報を交えて解説をすることが多かった。その間には星野が監督を務める北京五輪日本代表スコアラー（2007年 - 2008年）として、主に韓国・チャイニーズタイペイの情報収集にあたり、アジア予選での日本チーム予選突破に貢献。
その後は同級生の真弓明信監督の招聘で阪神タイガース球団本部編成部課長（2010年 - 2011年）を務め、星野の招聘で東北楽天ゴールデンイーグルスではチーム統括本部運営部長（2012年）→チーム統括本部スカウト部副部長兼プロスカウトグループマネージャー（2013年）→チーム統括本部スカウト&ディベロップメント部副部長（2014年 - 2019年） を歴任。
43年間に渡ってプロ野球に携わり続け、楽天退団後は名古屋市郊外で自適の毎日を送っている。現在は中部学院大学外部コーチを務めている。

## 詳細情報

### 年度別打撃成績
- 一軍公式戦出場なし

### 背番号
- 22 （1976年 - 1980年）
- 66 （1981年 - 1982年）
- 86 （1990年 - 1991年、1993年 - 1994年）
- 91 （1992年）
- 90 （1995年）
- 76 （1998年 - 2002年）
- 75 （2003年 - 2005年）

## 関連情報

### 出演番組
- ガッツだ!ドラゴンズ
- 燃えドラ!スタジアム（スターキャット・ケーブルネットワーク）
- ガッツナイタープラス